# بذور أدلر
بذور أدلر (بالإنجليزية: Adler Seeds) هي شركة أمريكية تم تأسيسها في عام 1937 بواسطة هوارد أدلر ، في شاربسفيل, إنديانا . كانت شركة بذور أدلر تُعرف سابقًا باسم جورج أدلر وأولاده حتى وقت لاحق عندما تم دمجها وتسميتها بذور أدلر.
بحلول عام 1993 ، استقال هوارد أدلر وقرر أن يمرر الشركة إلى ابنه جون أدلر. في عام 2005 ، تم دمجها مع مزارع كيلي (بالإنجليزية: Kelley Farms).
قام أدلر بتطوير صويا جافا (بالإنجليزية: JavaSoy) في عام 2002 ، وهو مزيج من الصويا / القهوة يتم تسويقه من خلال شركة أدلر للمواد الغذائية (بالإنجليزية: Adler Foods).
بعد حريق في منشأة البذور ، باعت شركة بذور أدلر منشأتها وأرضها الزراعية لشركة بيك هايبرد (بالإنجليزية: Beck's Hybrids) ، ومقرها أتلانتا ، إنديانا ، في عام 2009. سرعان ما بدأت بيك في إعادة تطوير المنشأة والأراضي الزراعية إلى منشأة بذور المؤسسة الخاصة بهم. انتقل شريك أدلر جون أدلر، ابن المؤسس هاورد ، إلى لافاييت, إنديانا وأعاد تأسيس شركة بذور أدلر من خلال الانضمام إلى شركة AgVenture. AgVenture هي «شبكة من شركات البذور الإقليمية المملوكة والمدارة بشكل مستقل».